# Blennophis striatus
Blennophis striatus är en fiskart som först beskrevs av John Dow Fisher Gilchrist och Thompson, 1908.  Blennophis striatus ingår i släktet Blennophis och familjen Clinidae. Inga underarter finns listade.